# Boda László
Boda László (Drégelypalánk, 1929. november 23. – 2014. augusztus 12. előtt) magyar teológus, író, egyetemi tanár, filozófiai eredetkutató.

## Életpályája
Szülei: Boda Antal és Csókás Anna voltak. 1940–1944 között az Ipolysági gimnáziumban tanult. 1945-ben Balassagyarmaton, 1946–1948 között Esztergomban volt középiskolás. 1948–1951 között a Pázmány Péter Egyetem teológia szakán, 1951–1954 között pedig a Katolikus Hittudományi Akadémia hallgatója volt. 1953-ban pappá szentelték. 1954–1955 között az esztergom-belvárosi plébánián volt káplán. 1955–1973 között az Esztergomi Érseki Főiskola filozófiatanára volt. 1973 óta a budapesti Hittudományi Akadémia erkölcsteológia tanszékvezető egyetemi tanára, 1979–1980 között dékánja. 1988-ban a Tilburgi Egyetem teológiai fakultásának meghívására hollandiai tanulmányutat tett. 1996 óta a történelem eredetkutatásának filozófiájával foglalkozik. 2001-ben nyugdíjba vonult.
Szakterülete az erkölcsteológia, a filozófia és az etika.
2014. augusztus 12-én otthonában hunyt el[forrás?].

## Művei
- Belső színjáték. Dante Isteni színjátéka nyomán; szerzői, Bp., 1986
- A keresztény nagykorúság erkölcsteológiája. Az erkölcsi élet alapkérdései (1986)
- Utad az esküvőig. Hatodik parancs: Ne paráználkodj! (1990)
- Emberré lenni vagy birtokolni? A tulajdonnal, a személyi kibontakozással és a nemiséggel kapcsolatos keresztény felelősség. Erkölcsteológia IV. (1991)
- Adjátok meg Istennek, ami Istené. A keresztény vallásosság. Erkölcsteológia III.; Szt. József, Budapest, 1992
- Katolikus egyház és honvédelem (1992)
- A keresztény erkölcs alapkérdései (1992)
- Isten országa közöttünk. Hitben, reményben, szeretetben. Erkölcsteológia II. (1993)
- Inkulturáció, egyház, Európa. Az evangélium és a kultúrák átültetése (1994)
- Fiatalok keresztútja; Szt. József, Budapest, 1995
- A makkabeusi kortól Heródesig qumráni közjátékkal. A Krisztus előtti két évszázad történelmi rejtvényeinek megfejtési kísérlete (1996)
- A Torinói Lepel életre keltésének kísérlete. Beszámoló a lepel-arcnak és a testnek "restauráló-rekonstruáló" jellegű kutatásáról (1998)
- Nyugtalan a mi szívünk. Szent Ágoston megtérésének drámája a Vallomások alapján; Accordia, Budapest, 1999
- Természetjog, erkölcs, humánum. A jogbölcseleti etika látóhatára (2001)
- Avarok és székelyek. A történelmi fehér foltok filozófiai kutatásának tükrében (2004)
- Utad az esküvőig. Nemiség a szeretetben; tan. Nemes György; Don Bosco, Budapest, 2004
- A Sátán. A nagy Kísértő a teológia, az élet és az irodalom szembesítésében; Szt. István Társulat, Budapest, 2006
- A magyar eredetkutatás és nyelvünk pere. Filozófiai alapvonások; Kráter, Pomáz, 2008
- A programozott evolúció. Az ember megjelenéséig; L'Harmattan, Bp., 2008
- Viselkedjünk! Illemtani útmutatások nem csak fiataloknak, Szt. Maximilian, Bp., 2008
- Programozott evolúció és teremtés 2. Az ember származása és kiemelt szerepe a világban. Hit és tudomány; L'Harmattan, Bp., 2009
- Az ugorok. Miért nem finnugor a magyar nyelv?; Szófia, Bp., 2010
- Hitünk önvédelme. Mai kérdések, mai válaszok; Szt. István Társulat, Bp., 2013
- Avar honfoglalás, magyar bejövetel";  Szófia, Bp., 2013
- Kimondatlan jelenlét. Válogatott versek, esszék; Szt. István Társulat, Bp., 2014

## Díjai, kitüntetései
- A teológia doktora (1955)
- Leopold Kunschak-díj (2003)
- Gyulai Pál-díj (2008)
- Magyar Érdemrend tisztikeresztje (2012)